# Brian Dolph
Brian Dolph – amerykański zapaśnik walczący w stylu wolnym. Czwarty w Pucharze Świata w 1995 roku.
Zawodnik North Canton High School z North Canton i Uniwersytetu Indiany. Trzy razy All American (1988 – 1990) w NCAA Division I, pierwszy w 1990 i trzeci w 1989; ósmy w 1988 roku.
Dwa razy wygrał Big Ten Conference.